# Gubno
Gubno je naselje u slovenskoj Općini Kozju. Gubno se nalazi u pokrajini Štajerskoj i statističkoj regiji Savinjskoj. 

## Stanovništvo
Prema popisu stanovništva iz 2002. godine naselje je imalo 179 stanovnika.